# Wemeldinge

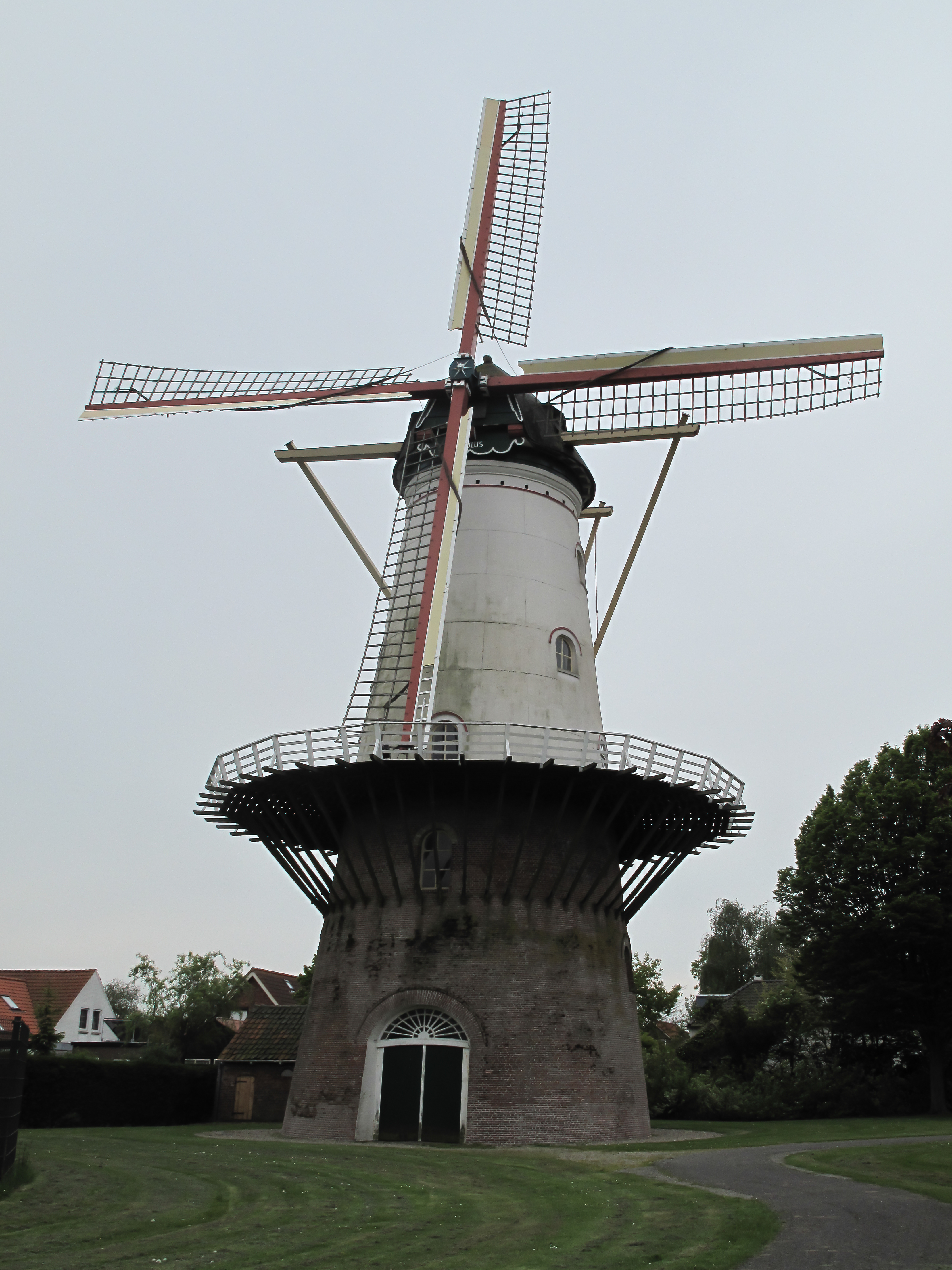
Wemeldinge, molen Aeolus

Wemeldinge (Zeeuws: Weumelienge) is een dorp in de Nederlandse provincie Zeeland, gelegen aan de Oosterschelde en de noordelijke monding van het Kanaal door Zuid-Beveland. Tot 1970 was het een zelfstandige gemeente, sinds die tijd is het onderdeel van de gemeente Kapelle. Het dorp heeft 3.115 inwoners (1 januari 2023).

## Naam
De naam Wemeldinge komt van een persoonsnaam in combinatie met -inge. Deze persoonsnaam is vermoedelijk de Germaanse naam Wimald, een verkorting van Werimbald. In het verleden is ook wel gedacht aan de naam Winiwald. Wemeldinge betekent hierdoor zoveel als bij de lieden van Wimald, een moedige, krachtige bewaker. Plaatsen in Zeeland waarvan de naam eindigt op -inge behoren tot de oudste van de provincie.

## Vlag
De vlag bestaat uit drie schuine banen in de kleuren van het wapen en werd door de gemeenteraad bevestigd op 18 november 1955.

## Omgeving
Wemeldinge behoort tot de gemeente Kapelle. Kapelle ligt op circa 3 kilometer en is via de Wemeldingse Zandweg snel te bereiken. Wemeldinge is omringd door weiden. Aan de noordkant van dit dorp ligt het Nationaal Park Oosterschelde, het grootste nationale park van Nederland.

## Economie
In vroeger tijden werd vooral geleefd van de vis en oestervangst (De Oesterbaai). 

#### Kanaal door Zuid-Beveland
Het kanaal werd in 1872 voor het scheepvaartverkeer geopend. Veel schippers maakten hiervan gebruik. Bij Wemeldinge lagen ook schutsluizen en door de drukte moesten de schippers wachten om door te sluizen te kunnen. De plaatselijke middenstand profiteerde hiervan. De opening van het Rijn-Scheldekanaal in 1975 leidde tot minder verkeer en een terugval in de bedrijvigheid in het dorp. Tot 1992 moesten schepen bij Wemeldinge door de sluizen om de Oosterschelde te bereiken. Dit waren respectievelijk de kleine sluis, de middensluis en de grote sluis. De kleine sluis was sinds 1973 niet meer in gebruik. 
Sinds 1992 is het kanaal verbreed en staat in open verbinding met de Oosterschelde. De sluizen verloren hun functie en een deel van het voormalige sluizencomplex is ingericht als haven voor de pleziervaart. De loop van het kanaal werd verlegd naar het oosten en de dijken langs het kanaal zijn tot deltahoogte verhoogd.

#### Toerisme
De omgeving van Wemeldinge staat bekend om de fietsroutes door de fruitboomgaarden en langs de Oosterschelde. Wemeldinge heeft een flinke jachthaven, tal van vakantiehuisjes en enkele campings. Bij duikers staat Wemeldinge ook goed bekend: in 2014 werd hier het eerste vijfsterren duikhotspot van Nederland geopend.

## Koninklijk Huis
Elke vijf jaar wordt Koningsdag grootschalig gevierd in Wemeldinge. Op Koninginnedag 2010 was het feest extra groot, aangezien de plaats toen werd bezocht door de koninklijke familie zelf. Het bezoek aan Wemeldinge werd gecombineerd met een bezoek aan Middelburg.

## Monumenten
In het dorp staat de op een vliedberg gebouwde Sint-Maartenkerk uit de 14e eeuw (toren) en 15e eeuw (schip en koor). Oostelijk van de kerk ligt met een hoogte van elf meter de hoogste vliedberg van Zeeland. Een aan de andere zijde van de kerk gelegen vliedberg met een hoogte van veertien meter is geheel verdwenen. In Wemeldinge staan twee molens: De Hoop uit 1866 en de Aeolus uit 1869.
Verder is een gedeelte van het dorp, de met leilinden beplante Dorpsstraat, aangewezen een beschermd dorpsgezicht, een van de beschermde stads- en dorpsgezichten in Zeeland.
Zie ook:
- Lijst van rijksmonumenten in Wemeldinge
- Lijst van gemeentelijke monumenten in Wemeldinge

## Geboren in Wemeldinge
- F.C. Dominicus (1884-1976), taalkundige
- Jan Elburg (1919-1992), dichter
- Ies Keijzer (1933-2013), burgemeester
- John Karelse (17 mei 1970), voetballer
- Marco Minnaard (11 april 1989), wielrenner